# Пылающий июнь
«Пылающий июнь» (англ. Flaming June) — картина английского художника Фредерика Лейтона, яркого представителя викторианского академизма. Картина была написана в 1895 году и считается важнейшим произведением художника.

## Описание
Возможно, на изображение фигуры спящей женщины на картине Лейтона вдохновили многочисленные греческие скульптуры спящих нимф и наяд. По словам историка искусств Эндрю Грэхема-Диксона, «ее поза в общих чертах смоделирована по образцу знаменитой статуи Ночь Микеланджело в гробницах Медичи во Флоренции, которую Лейтон считал одним из высших достижений западного искусства». В правом верхнем углу находится ветка олеандра, сок листьев которого ядовит, что может быть намёком на тонкую грань между сном и смертью. Моделью для «Пылающего июня» могла быть актриса Дороти Дин или натурщица Мэри Ллойд, часто позировавшая для прерафаэлитов. Поза спящей женщины доставила Лейтону немало хлопот. Он сделал несколько предварительных набросков, чтобы определить, как она должна лежать; в частности, ему было трудно сделать угол сгиба ее правой руки естественным. Исследования показывают, что картина прошла по крайней мере через четыре эволюционных наброска, прежде чем Лейтон приблизился к конечному результату. Из этих набросков четыре обнажены, а один задрапирован.

## Провенанс
Картина была выставлена на аукцион в начале 1960-х годов, но не была продана за начальную стоимость 140 долларов (ок. 840 долларов в современных ценах), так как в то время произведения викторианской эпохи не пользовались спросом. В 1963 году пуэрториканский политик и будущий губернатор Луис Альберто Ферре путешествовал по Европе с целью покупки картин и скульптур для основанного им Музея искусств Понсе. В одной из галерей Амстердама он заметил «Пылающий июнь» и заинтересовался картиной. Хозяин галереи назначил цену в 1 000 долларов. Луис Ферре обещал переслать деньги и попросил хозяина не продавать картину. Лишь несколько лет спустя Антонио Луис Ферре, сын Луиса Альберто, завершил сделку с хозяином галереи, который сдержал своё обещание. Картина была передана в Музей искусств Понсе в Пуэрто-Рико. На волне интереса к викторианскому искусству она выставлялась в мадридском Прадо в 2008 году и в Государственной галерее Штутгарта в 2009 году.

## Картина в массовой культуре
«Пылающий июнь» упоминается в песне английского рок-музыканта Пола Уэллера с альбома «Stanley Road» и в клипе на песню «Amarte es un placer» мексиканского певца Луиса Мигеля. Репродукция картины использована в оформлении обложки альбома «Waltz Darling» британского музыканта Малкольма Макларена. 